# Ређоне Канкиозо (Бјела)
Ређоне Канкиозо је насеље у Италији у округу Бијела, региону Пијемонт.
Према процени из 2011. у насељу је живело 17 становника. Насеље се налази на надморској висини од 553 м.